# Mario Miranda
Mario João Carlos do Rosario de Brito Miranda, znany jako Mario Miranda czy Mario de Miranda (ur. 2 maja 1926 w Damanie na terenie Indii Portugalskich, zm. 11 grudnia 2011 w Goa) – hinduski rysownik i malarz portugalskiego pochodzenia.
Miranda współpracował regularnie z „The Times of India” i innymi czasopismami w Bombaju, w tym „The Economic Times”, choć popularność zyskał dzięki pracom opublikowanym w „The Illustrated Weekly of India”. 
Miranda został odznaczony najwyższymi cywilnymi nagrodami Indii: orderem Padma Shri (1988) i orderem Padma Bhushan (2002).